# Liste der Stolpersteine in Nürnberg

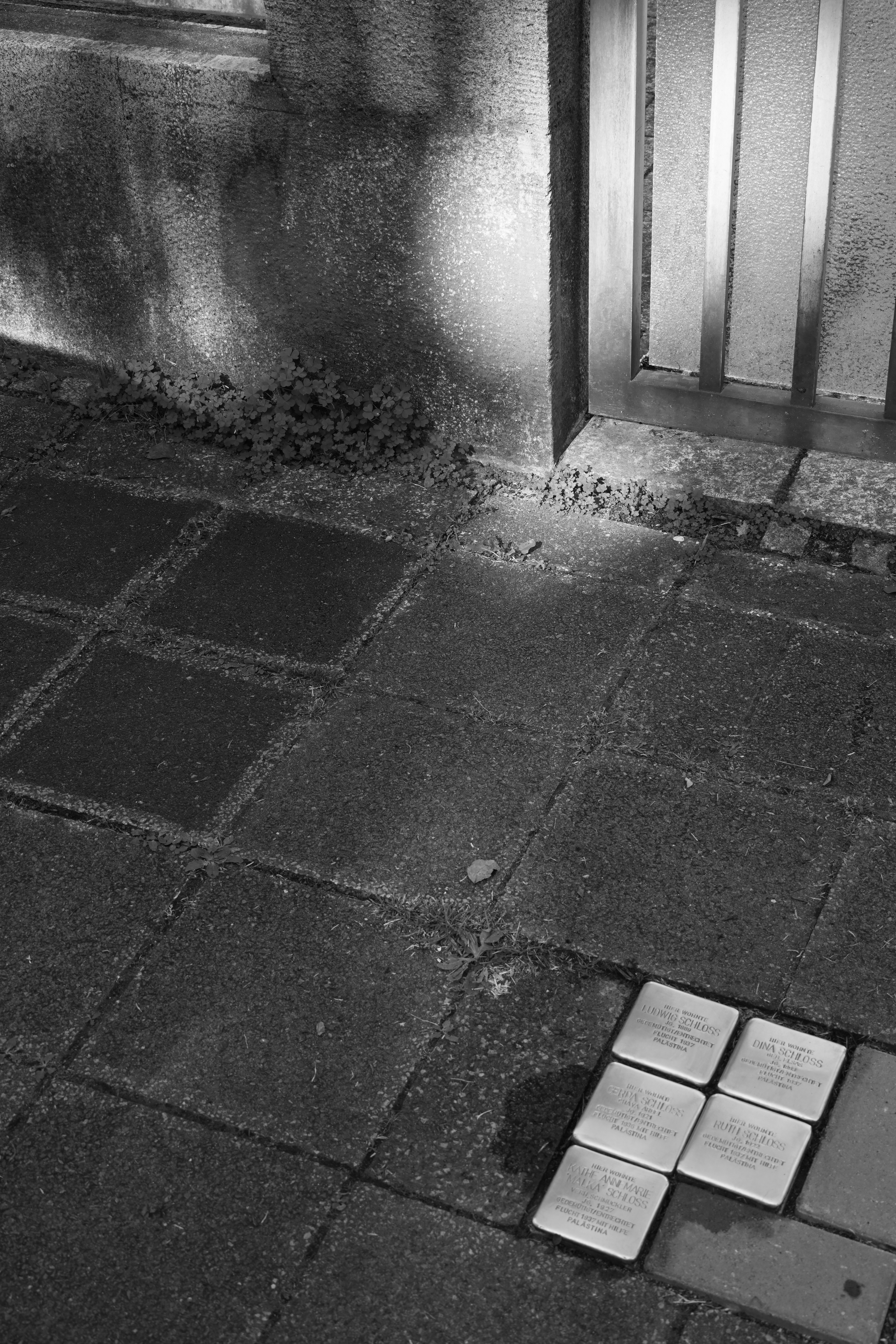
Stolpersteine für Familie Schloss

Die Liste der Stolpersteine in Nürnberg enthält die Stolpersteine, die im Rahmen des gleichnamigen Kunstprojekts von Gunter Demnig in Nürnberg verlegt wurden. Stolpersteine sollen an das Schicksal der Menschen erinnern, die von den Nationalsozialisten ermordet, deportiert, vertrieben oder in den Suizid getrieben wurden. Sie liegen im Regelfall vor dem letzten selbstgewählten Wohnsitz des Opfers.

## Juden in Nürnberg
In Nürnberg lebten im Sommer 1933 7502 Juden. Zu Beginn der Deportationen im Herbst 1941 lebten in Nürnberg noch 1835 Juden (im Sinne der Nürnberger Gesetze). Als der Zweite Weltkrieg in Nürnberg am 20. April 1945 endete, lebten in Nürnberg noch etwa 40 Juden.

## Liste der Stolpersteine
In Nürnberg wurden bisher 159 Stolpersteine an 78 Stellen verlegt.

Die Tabelle ist teilweise sortierbar; die Grundsortierung erfolgt alphabetisch nach dem Familiennamen.
| Stolperstein | Inschrift | Verlegeort                                                 | Name, Leben |
| ------------ | --- | ---------------------------------------------------------- | --- |
|              | HIER WOHNTE JOACHIM ASCHER JG. 1923 DEPORTIERT 1942 IZBICA FÜR TOT ERKLÄRT | Hochstraße 33 ·                                            | Joachim Ascher, geboren am 14. September 1923 in Nürnberg |
|              | HIER WOHNTE RUTH ASCHER JG. 1927 DEPORTIERT 1942 IZBICA FÜR TOT ERKLÄRT | Hochstraße 33 ·                                            | Ruth Ascher, geboren am 20. Oktober 1927 in Nürnberg |
|              | HIER WOHNTE SELMA ASCHER GEB. WERTHEIM JG. 1900 DEPORTIERT 1942 IZBICA FÜR TOT ERKLÄRT                                                                                             | Hochstraße 33 ·                                            | Selma Ascher, geborene Wertheim, geboren am 7. November 1900 in Wetzlar |
|              | HIER WOHNTE EDITH BARTFELD GEB. LANDMANN JG. 1910 DEPORTIERT 1942 IZBICA ERMORDET 24.3.1943                                                                                        | Fürther Straße 9a ·                                        | Edith Bartfeld, geborene Landmann. Tochter des Joachim Landmann und der Anna Landmann geboren am 9. März 1910 in Nürnberg Deportiert am 24. März 1942 nach Izbica                        |
|              | HIER WOHNTE GERDA BARTFELD JG. 1933 DEPORTIERT 1942 IZBICA ERMORDET 24.3.1943 | Fürther Straße 9a ·                                        | Gerda Bartfeld, Tochter des David Bartfeld und der Edith Landmann (vgl. oben) geboren am 25. Dezember 1933 in Nürnberg Deportiert am 24. März 1942 nach Izbica                           |
|              | HIER WOHNTE LEMEL BERGER JG. 1885 'POLENAKTION' 1938 BENTSCHEN/ZBASZYN BELZEC ERMORDET                                                                                             | Heugässchen 2 ·                                            | Lemel Berger geboren am 10. Dezember 1885 in Sokolow |
|              | HIER WOHNTE LEOPOLD BERGER JG. 1909 DEPORTIERT 1942 THERESIENSTADT 1942 IZBICA ERMORDET                                                                                            | Willstraße 7 ·                                             | Leopold Berger geboren am 8. Juli 1909 in Nürnberg |
|              | HIER WOHNTE SARA BERGER GEB. KAUFMANN JG. 1888 'POLENAKTION' 1938 BENTSCHEN/ZBASZYN BELZEC ERMORDET                                                                                | Heugässchen 2 ·                                            | Sara Berger geboren am 16. Juni 1888 in Nienadowka |
|              | HIER WOHNTE KAROLINE BIERINGER GEB. GANSSER JG. 1898 IM WIDERSTAND MEHRMALS VERHAFTET 'SCHUTZHAFT' 1938 KZ MORINGEN 1944 KZ RAVENSBRÜCK BEFREIT                                    | Hoppertstraße 8 (vorm. Richard-Wagner-Straße 8)            | Karoline Bieringer, geborene Gansser, (1898–) |
|              | HIER WOHNTE ELSE BLUMENTHAL JG. 1894 DEPORTIERT 1942 TRANSIT-GHETTO IZBICA ERMORDET                                                                                                | Brunnengasse 20 ·                                          | Else Blumenthal geboren am 8. Juli 1909 in Nürnberg |
|              | HIER WOHNTE SIEGFRIED BLUMENTHAL JG. 1899 DEPORTIERT 1942 TRANSIT-GHETTO IZBICA ERMORDET                                                                                           | Brunnengasse 20 ·                                          | Siegfried Blumenthal geboren am 8. Juli 1909 in Nürnberg |
|              | HIER WOHNTE ARTHUR BLÜMLEIN JG. 1872 DEPORTIERT 1942 THERESIENSTADT ERMORDET 18.4.1943                                                                                             | Pirckheimerstraße 117 ·                                    | Arthur Blümlein geboren am 4. April 1872 in Nürnberg |
|              | HIER WOHNTE CHARLOTTE BLÜMLEIN VERH. MARCUS JG. 1916 FLUCHT 1934 USA | Pirckheimerstraße 117 ·                                    | Charlotte Blümlein, verheiratete Marcus, (1916–) |
|              | HIER WOHNTE IDA BLÜMLEIN GEB. KUH JG. 1891 DEPORTIERT 1942 THERESIENSTADT 1944 AUSCHWITZ ERMORDET                                                                                  | Pirckheimerstraße 117 ·                                    | Ida Blümlein, geborene Kuh, geboren am 21. April 1891 in Redwitz an der Rodach |
|              | HIER WOHNTE ROBERT BLÜMLEIN JG. 1913 DEPORTIERT 1942 IZBICA ERMORDET | Pirckheimerstraße 117 ·                                    | Robert Blümlein geboren am 3. November 1913 in Nürnberg |
|              | HIER WOHNTE HANS BÖHM JG. 1893 IM WIDERSTAND / KPD DENUNZIERT / VERHAFTET 1933 'VORBEREITUNG HOCHVERRAT' 3 JAHRE ZUCHTHAUS 'SCHUTZHAFT' 1936 KZ DACHAU 1939 SCHWER KRANK ENTLASSEN | Hintere Cramergasse 22                                     | Hans Böhm (1893–) |
|              | HIER WOHNTE RUDOLF BRINKMANN JG. 1908 VERHAFTET DEZ. 1934 1935 VERURTEILT §175 INHAFTIERT 1941 FLOSSENBÜRG ERMORDET 17.11.1941                                                     | Frauentorgraben 17 ·                                       | Rudolf Brinkmann geboren am 21. Februar 1908 in Stettin. Inhaftiert ab dem 19. Mai 1941 im KZ Flossenbürg unter der Häftlingsnummer 1505. Dort am 17. November 1941 ermordet.            |
|              | HIER WOHNTE FRIEDA BRÜLL JG. 1875 DEPORTIERT 1942 THERESIENSTADT 1942 TREBLINKA ERMORDET                                                                                           | Blumenthalstraße 7 ·                                       | Frieda Brüll geboren am 9. Oktober 1875 in Nürnberg Deportiert nach Theresienstadt und am 29. September 1942 nach Treblinka                                                              |
|              | HIER WOHNTE ARTHUR BRUNNER JG. 1919 SEIT 1928 VERSCHIEDENE HEILANSTALTEN 'VERLEGT' 26.2.1941 HARTHEIM ERMORDET 26.2.1941 'AKTION T4'                                               | Moltkestraße 25 ·                                          | Arthur Brunner (1919–1941) |
|              | HIER WOHNTE ALBERT BUCKI JG. 1870 DEPORTIERT 1942 THERESIENSTADT ERMORDET 7.12.1942                                                                                                | Hochstraße 32 ·                                            | Albert Bucki geboren am 6. Februar 1870 in Rawitsch |
|              | HIER WOHNTE GERTRUD BUCKI GEB. GLOGAUER JG. 1878 DEPORTIERT 1942 THERESIENSTADT ERMORDET 11.7.1944                                                                                 | Hochstraße 32 ·                                            | Gertrud Bucki geboren am 7. Juni 1878 in Lissa |
|              | HIER WOHNTE DR. ARON COHN JG. 1904 FLUCHT 1936 HOLLAND INTERNIERT WESTERBORK DEPORTIERT 1944 BERGEN-BELSEN VERLORENER ZUG TRÖBITZ BEFREIT 23.4.1945 TOT 30.6.1945                  | Willy-Brandt-Platz 8 ·                                     | Aron Cohn (1904–1945) verlorener Zug Tröbitz |
|              | HIER WOHNTE JOHANNA DEINZER GEB. BRAUN JG. 1896 SEIT 1926 VERSCHIEDENE HEILANSTALTEN 'VERLEGT' 3.12.1940 HARTHEIM ERMORDET 3.12.1940 'AKTION T4'                                   | Obere Seitenstraße 15 ·                                    | Johanna Deinzer, geborene Braun (1896–1940) |
|              | HIER WOHNTE CLARA DIEBACH GEB. MEYERSTEIN JG. 1894 DEPORTIERT 1942 TRANSIT-GHETTO IZBICA ERMORDET                                                                                  | Wirthstraße 53 ·                                           | Clara Diebach, geborene Mayerstein (1894–1942/45) |
|              | HIER WOHNTE GERDA DIEBACH JG. 1934 DEPORTIERT 1942 TRANSIT-GHETTO IZBICA ERMORDET                                                                                                  | Wirthstraße 53 ·                                           | Gerda Diebach (1934–1942/45) |
|              | HIER WOHNTE GUSTAV DIEBACH JG. 1893 DEPORTIERT 1942 TRANSIT-GHETTO IZBICA ERMORDET                                                                                                 | Wirthstraße 53 ·                                           | Gustav Diebach (1893–1942/45) |
|              | HIER WOHNTE LISELOTTE DIEBACH JG. 1928 DEPORTIERT 1942 TRANSIT-GHETTO IZBICA ERMORDET                                                                                              | Wirthstraße 53 ·                                           | Liselotte Diebach (1928–1942/45) |
|              | HIER WOHNTE ADOLF DINKELSPÜHLER JG. 1861 DEPORTIERT 1942 THERESIENSTADT ERMORDET 22.9.1942                                                                                         | Theodorstraße 5 ·                                          | Adolf Dinkelspühler, geboren am 9. Juni 1861 |
|              | HIER WOHNTE ELSE DORMITZER GEB. FORCHHEIMER JG. 1877 FLUCHT 1939 HOLLAND DEPORTIERT 1943 THERESIENSTADT BEFREIT                                                                    | Blumenstraße 9 ·                                           | Else Dormitzer, geborene Forchheimer geboren am 17. November 1877 in Nürnberg gestorben am 3. Juni 1958 in London Kinderbuchautorin                                                      |
|              | HIER WOHNTE LOUIS DORMITZER JG. 1863 DEPORTIERT 1942 THERESIENSTADT ERMORDET 26.2.1943                                                                                             | Virchowstraße 9 ·                                          | Louis Dormitzer, geboren am 8. Juni 1863 in Nürnberg |
|              | HIER WOHNTE DR. SIGMUND DORMITZER JG. 1869 FLUCHT 1939 HOLLAND DEPORTIERT 1943 THERESIENSTADT ERMORDET 9.12.1943                                                                   | Blumenstraße 9 ·                                           | Sigmund Dormitzer, geboren am 14. August 1869 in Nürnberg |
|              | HIER WOHNTE SOPHIE DORMITZER GEB. KUPFER JG. 1871 DEPORTIERT 1942 THERESIENSTADT ERMORDET 23.9.1942                                                                                | Virchowstraße 9 ·                                          | Sophie Dormitzer, geborene Kupfer, geboren am 9. Januar 1871 in Burgkunstadt |
|              | HIER WOHNTE FRITZ DRECHSLER JG. 1898 VERHAFTET 1937 VERURTEILT §175 ENTLASSEN OKT. 1938 VORBEUGEHAFT 1941 DACHAU NEUENGAMME ERMORDET 19.3.1941                                     | Köhnstraße 50 ·                                            | Fritz Drechsler wurde am 8. Februar 1898 geboren. Er wurde am 19. März 1941 im KZ Neuengamme ermordet.                                                                                   |
|              | HIER WOHNTE LUDWIG EHRLICH JG. 1887 DEPORTIERT 1942 KRASNICZYN ERMORDET 1.5.1942 IN IZBICA                                                                                         | Theodorstraße 5 ·                                          | Ludwig Ehrlich, geboren am 3. August 1887 |
|              | HIER WOHNTE FRIEDRICH FLEISCHMANN JG. 1907 VERHAFTET 1936 WEGEN § 175 VORBEUGEHAFT DACHAU, BUCHENWALD MITTELBAU - DORA SCHICKSAL UNBEKANNT                                         | Krelingstraße 21 ·                                         | Friedrich Fleischmann (1907–1936/45) |
|              | HIER WOHNTE ELSA FRANK GEB. SCHICK JG. 1894 FLUCHT 1933 FRANKREICH MIT HILFE ÜBERLEBT                                                                                              | Rollnerstraße 35 ·                                         | Elsa Frank, geborene Schick, (1894–) |
|              | HIER WOHNTE GERHARD FRANK JG. 1886 FLUCHT 1933 FRANKREICH MIT HILFE ÜBERLEBT | Rollnerstraße 35 ·                                         | Gerhard Frank, (1886–) |
|              | HIER WOHNTE RAOUL FRANK GEB. ROLF FRANK JG. 1922 FLUCHT 1933 FRANKREICH MIT HILFE ÜBERLEBT                                                                                         | Rollnerstraße 35 ·                                         | Raoul Frank, geboren als Rolf Frank, (1922–) |
|              | HIER WOHNTE TRUDY FRANK JG. 1925 FLUCHT 1933 FRANKREICH MIT HILFE ÜBERLEBT | Rollnerstraße 35 ·                                         | Trudy Frank, (1925–) |
|              | HIER WOHNTE THEKLA FREISING JG. 1900 DEPORTIERT 1942 IZBICA ERMORDET | Tuchergartenstraße 15 ·                                    | Thekla Freising, geboren am 4. Oktober 1900 in Sulzbürg |
|              | HIER WOHNTE EMMA GAERTNER JG. 1872 DEPORTIERT 1942 THERESIENSTADT ERMORDET 24.9.1942                                                                                               | Rosenaustraße 10 ·                                         | Emma Gärtner, geboren am 13. April 1872 in Schweinfurt |
|              | HIER WOHNTE FORA GAERTNER JG. 1870 DEPORTIERT 1942 THERESIENSTADT ERMORDET 21.4.1943                                                                                               | Rosenaustraße 10 ·                                         | Flora Gärtner, geboren am 18. März 1870 in Niederwerrn |
|              | HIER WOHNTE FRANZ GÖTZ JG. 1904 DEPORTIERT 1941 RIGA VERSCHOLLEN | Theodorstraße 5 ·                                          | Franz Götz, geboren am 12. Februar 1904 in Nürnberg |
|              | HIER WOHNTE MARIE GÖTZ GEB. APFELBAUM JG. 1875 DEPORTIERT 1942 THERESIENSTADT ERMORDET 10.4.1943                                                                                   | Theodorstraße 5 ·                                          | Marie Götz, geborene Apfelbaum, geboren am 10. August 1875 in Fürth/Bayern |
|              | HIER WOHNTE MOSES GÖTZ JG. 1866 DEPORTIERT 1942 THERESIENSTADT ERMORDET 18.11.1942                                                                                                 | Theodorstraße 5 ·                                          | Moses Götz (1866–1942), geboren am 18. März 1866 in Fischach |
|              | HIER WOHNTE GRETE GRÄBNER JG. 1912 VORUNTERSUCHUNG 1937 HEILANSTALT ERLANGEN 4.8.1938 AMBULANT ZWANGSSTERILISIERT KLINIKUM NÜRNBERG ALS GEHEILT ENTLASSEN                          | Herrnhüttestraße 8 ·                                       | Grete Gräbner (1912–) |
|              | HIER WOHNTE MATHILDE GUGGENHEIM-VEIT JG. 1889 DEPORTIERT 1941 ŁODZ/LITZMANNSTADT ERMORDET 1942 CHELMNO/KULMHOF                                                                     | Glockenhofstraße 28 ·                                      | Mathilde Guggenheim-Veit, geborene Veit, geboren am 7. Juli 1889 in Gailingen Deportiert am 24. Oktober 1941 von Berlin nach Lodz und am 4. Mai 1942 nach Chelmno                        |
|              | HIER WOHNTE ERNST GÜTERMANN JG. 1872 DEPORTIERT 1942 THERESIENSTADT ERMORDET 31.5.1943                                                                                             | Theodorstraße 5 ·                                          | Ernst Gütermann, geboren am 22. September 1872 in Nürnberg |
|              | HIER WOHNTE EMANUEL GUTMANN JG. 1885 DEPORTIERT 1941 RIGA ERMORDET | Käte-Strobel-Straße 12 ·                                   | Emanuel Gutmann, geboren am 22. Mai 1885 in Autenhausen |
|              | HIER WOHNTE MARIE LYDIA GUTMANN GEB. KLEINERT JG. 1893 EINGEWIESEN LANDESANSTALT SCHLOSS HARTHEIM/LINZ ERMORDET 23.4.1941                                                          | Käte-Strobel-Straße 12 ·                                   | Marie Lydia Gutmann, geboren am 27. Mai 1893 |
|              | HIER WOHNTE MARIE HAAG JG. 1888 OPFER DES POGROM VON SA MISSHANDELT 9.11.1938 TOT AN DEN FOLGEN 28.11.1938                                                                         | Gleißbühlstraße 13                                         | Marie Haag (1888–1938) |
|              | HIER WOHNTE BERNHARD HACKER JG. 1908 IM WIDERSTAND SEIT 1933 MEHRMALS VERHAFTET 'SCHUTZHAFT' KZ DACHAU ERMORDET 21.9.1942                                                          | Seuffertstraße 16                                          | Bernhard Hacker (1908–1942) |
|              | HIER WOHNTE EMIL HEIDENHEIMER JG. 1877 DEPORTIERT 1942 TRANSIT-GHETTO IZBICA ERMORDET                                                                                              | Kaiserstraße 37 ·                                          | Emil Heidenheimer (1877–1942/45) |
|              | HIER WOHNTE LINA HEIDENHEIMER GEB. HEIMANN JG. 1881 DEPORTIERT 1942 TRANSIT-GHETTO IZBICA ERMORDET                                                                                 | Kaiserstraße 37 ·                                          | Lina Heidenheimer, geborene Heimann (1881–1942/45) |
|              | HIER WOHNTE BERTHA HEIMANN JG. 1882 DEPORTIERT 1941 RIGA-JUNGFERNHOF ERMORDET | Theodorstraße 7 ·                                          | Bertha Heimann (1882–1941/45) |
|              | HIER WOHNTE EDUARD HEIMANN JG. 1885 DEPORTIERT 1941 RIGA-JUNGFERNHOF ERMORDET | Heideloffstraße 11 ·                                       | Eduard Heimann (1885–1941/45) |
|              | HIER WOHNTE SIEGFRIED HEIMANN JG. 1924 DEPORTIERT 1941 RIGA-JUNGFERNHOF ERMORDET                                                                                                   | Heideloffstraße 11 ·                                       | Siegfried Heimann (1924–1941/45) |
|              | HIER WOHNTE THEKLA HEIMANN GEB. MEYERSTEIN JG. 1892 DEPORTIERT 1941 RIGA-JUNGFERNHOF ERMORDET                                                                                      | Heideloffstraße 11 ·                                       | Thekla Heimann, geborene Meyerstein (1892–1941/45) |
|              | HIER WOHNTE LUDWIG HERBST JG. 1914 IM WIDERSTAND / KPD VERHAFTET 1939 VERURTEILT §175 GEFÄNGNIS EBRACH VORBEUGEHAFT 1940 DACHAU, NEUENGAMME ERMORDET 4.2.1941                      | Dr.-Kurt-Schumacher-Straße 16 ·                            | Ludwig Herbst , geboren am 26. Oktober 1914 in Nürnberg Inhaftiert im KZ Dachau [ 39 ] [ 40 ] [ 41 ] Verlor sein Leben am 4. Februar 1941 im KZ Neuengamme [ 42 ] War als Gürtler tätig. |
|              | HIER WOHNTE ERNA HERZFELDER GEB. EINSTEIN JG. 1899 FLUCHT 1937 USA | Rollnerstraße 35 ·                                         | Erna Herzfelder, geborene Einstein (1899–) |
|              | HIER WOHNTE HEINZ HERZFELDER JG. 1923 FLUCHT 1936 USA | Rollnerstraße 35 ·                                         | Heinz Herzfelder (1923–) |
|              | HIER WOHNTE HENRIETTE HERZFELDER GEB. WERTHEIMER JG. 1877 DEPORTIERT 1942 TRANSIT-GHETTO IZBICA ERMORDET                                                                           | Rollnerstraße 35 ·                                         | Henriette Herzfelder, geborene Wertheimer, geboren am 11. Januar 1877 in Heidelberg |
|              | HIER WOHNTE JUSTIN HERZFELDER JG. 1897 FLUCHT 1937 USA | Rollnerstraße 35 ·                                         | Justin Herzfelder (1897–) |
|              | HIER WOHNTE ADELE HIRSCHMANN GEB. LEHMANN JG. 1883 DEPORTIERT 1941 RIGA FÜR TOT ERKLÄRT                                                                                            | Theodorstraße 3 ·                                          | Adele Hirschmann, geborene Lehmann, (1883–1941/45) |
|              | HIER WOHNTE ANDREAS HITZLER JG. 1906 VERHAFTET 1.11.1936 SICHERUNGSVERWAHRUNG 1937 VERURTEILT §175 DACHAU MAUTHAUSEN ERMORDET 2.5.1940                                             | Seuffertstraße 5 ·                                         | Andreas Hitzler war Bäcker. Er wurde 1906 geboren. Er wurde am 2. Mai 1940 im KZ Mauthausen ermordet.                                                                                    |
|              | HIER WOHNTE MALI HUTZLER GEB. SPRINGER JG. 1879 DEPORTIERT 1942 IZBICA VERSCHOLLEN                                                                                                 | Theodorstraße 5 ·                                          | Mali Hutzler, geborene Springer, geboren am 13. Februar 1879 in Hüttenbach |
|              | HIER WOHNTE SIGMUND HUTZLER JG. 1880 DEPORTIERT 1942 IZBICA VERSCHOLLEN | Theodorstraße 5 ·                                          | Sigmund Hutzler, geboren am 14. Februar 1880 in Hüttenbach |
|              | HIER WOHNTE THEODOR HUTZLER JG. 1899 DEPORTIERT 1941 RIGA VERSCHOLLEN | Theodorstraße 5 ·                                          | Theodor Hutzler, geboren am 22. August 1899 in Forth |
|              | HIER WOHNTE THERESE HUTZLER GEB. GÖTZ JG. 1907 DEPORTIERT 1941 RIGA ERMORDET 26.3.1942                                                                                             | Theodorstraße 5 ·                                          | Therese Hutzler, geboren am 14. Oktober 1907 in Nürnberg |
|              | HIER WOHNTE MAX JAKOB JG. 1876 DEPORTIERT 1942 IZBICA FÜR TOT ERKLÄRT | Theodorstraße 3 ·                                          | Max Jakob (1876–1942/45) |
|              | HIER WOHNTE THERESE JAKOB GEB. EINSTEIN JG. 1884 DEPORTIERT 1942 IZBICA FÜR TOT ERKLÄRT                                                                                            | Theodorstraße 3 ·                                          | Therese Jakob, geborene Einstein, (1884–1942/45) |
|              | HIER WOHNTE KLARA KATZENBERGER GEB. SICHEL JG. 1884 DEPORTIERT 1942 IZBICA VERSCHOLLEN                                                                                             | Praterstraße 23 ·                                          | Klara Katzenberger, geborene Sichel, geboren am 9. Oktober 1884 in Schlüchtern |
|              | HIER WOHNTE KLARA KATZENBERGER GEB. SICHEL JG. 1892 DEPORTIERT 1942 IZBICA VERSCHOLLEN                                                                                             | Praterstraße 23 ·                                          | Klara Katzenberger, geborene Sichel, geboren am 14. November 1892 in Kassel |
|              | HIER WOHNTE LEHMANN KATZENBERGER JG. 1873 ERMORDET 3.6.1942 MÜNCHEN- STADELHEIM | Praterstraße 23 ·                                          | Lehmann Katzenberger, geboren am 25. November 1873 in Maßbach |
|              | HIER WOHNTE MAX KATZENBERGER JG. 1878 DEPORTIERT 1942 IZBICA VERSCHOLLEN | Praterstraße 23 ·                                          | Max Katzenberger, geboren am 8. Oktober 1878 in Maßbach |
|              | HIER WOHNTE FRITZ KISSINGER JG. 1905 VORUNTERSUCHUNG 1935 HEILANSTALT ERLANGEN 30.12.1936 AMBULANT ZWANGSSTERILISIERT KLINIKUM NÜRNBERG FLUCHT 1939 USA                            | Hochstraße 22 ·                                            | Fritz Kissinger (1905–) |
|              | HIER WOHNTE MALCHEN KISSINGER GEB. ERLANGER JG. 1881 DEPORTIERT 1942 THERESIENSTADT 1944 AUSCHWITZ ERMORDET                                                                        | Hochstrasse 22                                             | Malchen Kissinger, geborene Erlanger, >(1881–1944) |
|              | HIER WOHNTE KARL KLOSS JG. 1895 SEIT 1936 VERHAFTET UND VERURTEILT §175 1944 NÜRNBERGER SONDERGERICHT VOR URTEIL FLUCHT IN DEN TOD 8.6.1944                                        | Hallplatz 21 ·                                             | Karl Friedrich Kloss (1895–1944) |
|              | HIER WOHNTE RUDOLF KOCH JG. 1918 SEIT 1937 VERHAFTET UND VERURTEILT §175 SICHERUNGSVERWAHRUNG 1940 SACHSENHAUSEN FLOSSENBÜRG ZWANGSKASTRIERT 1941 1942 ENTLASSEN                   | Untere Talgasse 6b ·                                       | Rudolf Koch (1918–) |
|              | HIER WOHNTE PAULINE KOHN GEB. STRAUSS JG. 1862 DEPORTIERT 1942 THERESIENSTADT ERMORDET 18.11.1942                                                                                  | Johannisstraße 17                                          | Pauline Kohn, geborene Strauss, (1862–1942) |
|              | HIER WOHNTE KARL J. KOLB JG. 1891 VERHAFTET 1939 VERURTEILT §175 GEFÄNGNIS EBRACH 1940 DACHAU 'VERLEGT' 27.1.1942 HARTHEIM ERMORDET 27.1.1942                                      | Herschelstraße 17 ·                                        | Karl Jakob Kolb geboren am 12. März 1891 |
|              | HIER WOHNTE JENŐ KONRAD JG. 1894 1930-32 TRAINER DES 1. FCN GEDEMÜTIGT / DENUNZIERT IN 'DER STÜRMER' 1932 AUSGEWANDERT ÖSTERREICH                                                  | Bingstraße 9                                               | Jenő Konrád (1894–1978) |
|              | JENŐ KONRAD JG. 1894 1930-31 TRAINER DES 1. FCN GEDEMÜTIGT / DENUNZIERT IN 'DER STÜRMER' 1932 AUSGEWANDERT ÖSTERREICH                                                              | Max-Morlock-Platz 3                                        | Jenő Konrád (1894–1978) |
|              | HIER WOHNTE EMMA KRAFT JG. 1927 DEPORTIERT 29.11.1941 RIGA ERMORDET | Camerariusstraße 6 ·                                       | Emma Kraft geboren am 29. Juni 1927 in Nürnberg Deportiert am 29. November 1941 nach Riga                                                                                                |
|              | HIER WOHNTE FRIEDA KRÄMER JG. 1885 DEPORTIERT 1942 TRANSIT-GHETTO IZBICA ERMORDET                                                                                                  | Essenweinstraße 5 ·                                        | Frieda Krämer (1885–1942/45) |
|              | HIER WOHNTE KAROLINE LEHMANN GEB. FREUND JG. 1878 DEPORTIERT 1942 THERESIENSTADT ERMORDET 4.12.1943                                                                                | Glockenhofstraße 12                                        | Karoline Lehmann, geborene Freund, (1878–1943) |
|              | HIER WOHNTE EMILIE LÖB GEB. SEIDENBERGER JG. 1885 FLUCHT 1939 FRANKREICH MIT HILFE ÜBERLEBT                                                                                        | Pirckheimerstraße 32 ·                                     | Emilie Löb, geborene Seidenberger, (1885–) |
|              | HIER WOHNTE FRITZ LÖB JG. 1909 FLUCHT 1938 FRANKREICH INTERNIERT DRANCY DEPORTIERT 1943 ERMORDET IN MAJDANEK                                                                       | Pirckheimerstraße 32 ·                                     | Fritz Löb, geboren am 13. Januar 1909 in Nürnberg. |
|              | HIER WOHNTE RUDOLF LÖB JG. 1913 FLUCHT 1938 FRANKREICH INTERNIERT DRANCY DEPORTIERT 1943 ERMORDET IN MAJDANEK                                                                      | Pirckheimerstraße 32 ·                                     | Rudolf Löb, geboren am 28. März 1913 in Nürnberg |
|              | HIER WOHNTE SIMON LÖB JG. 1874 OPFER DES POGROMS VON SA IN DER WOHNUNG ERMORDET 10.11.1938                                                                                         | Pirckheimerstraße 32 ·                                     | Simon Löb, (1874–1938) |
|              | HIER WOHNTE JOHANNA LÖRKEN GEB. LÖWENTHAL JG. 1886 DEPORTIERT 1942 ERMORDET IN IZBICA                                                                                              | Sulzbacher Straße 48 ·                                     | Johanna Lörken geboren am 21. Dezember 1886 in Nürnberg |
|              | HIER WOHNTE SIEGFRIED LÖRKEN JG. 1885 DEPORTIERT 1942 ERMORDET IN IZBICA | Sulzbacher Straße 48 ·                                     | Siegfried Lörken geboren am 29. Juli 1885 in Močidlec (dt. Modschiedl) |
|              | HIER WOHNTE GEORG J. MAYER JG. 1902 SEIT 1935 MEHRMALS VERHAFTET §175 ZUCHTHAUSSTRAFEN SICHERUNGSVERWAHRUNG 1941 MAUTHAUSEN/GUSEN ERMORDET 5.1.1943                                | Tucherstraße 14 ·                                          | Georg Jean Mayer (1902–1943) |
|              | HIER WOHNTE GRETCHEN METZGER GEB. GULDMANN JG. 1864 DEPORTIERT 1942 THERESIENSTADT ERMORDET 28.2.1943                                                                              | Westtorgraben 17 (vorm. Westtorgraben 9)                   | Gretchen Metzger, geborene Strauss, (1864–1943) |
|              | HIER WOHNTE OTTO METZGER JG. 1885 'SCHUTZHAFT' 1938 KZ DACHAU FLUCHT 1939 ENGLAND                                                                                                  | Bucher Straße 20a                                          | Otto Metzger (1885–) |
|              | HIER WOHNTE SOPHIE METZGER GEB. JOSEPHTHAL JG. 1894 FLUCHT 1939 ENGLAND | Bucher Straße 20a                                          | Sophie Metzger, geborene Josephthal, (1894–) |
|              | HIER WOHNTE ERNA MEYERSTEIN JG. 1902 FLUCHT 1939 ENGLAND | Bahnhofstraße 41 ·                                         | Erna Meyerstein (1902–) |
|              | HIER WOHNTE CLEMENTINE MOSBACHER GEB. ADLER JG. 1886 FLUCHT 1940 HOLLAND INTERNIERT WESTERBORK DEPORTIERT 1943 AUSCHWITZ ERMORDET 5.2.1943                                         | Hallerstraße 27 ·                                          | Clementine Mosbacher, geborene Adler, geboren am 20. Dezember 1886 in Mürzzuschlag |
|              | HIER WOHNTE HUGO MOSBACHER JG. 1880 'SCHUTZHAFT' 1938 DACHAU FLUCHT 1940 HOLLAND INTERNIERT WESTERBORK DEPORTIERT 1943 AUSCHWITZ ERMORDET 5.2.1943                                 | Hallerstraße 27 ·                                          | Hugo Mosbacher, geboren am 9. Januar 1880 in Fürth |
|              | HIER WOHNTE GRETE MÜLLER JG. 1898 SEIT 1934 VERSCHIEDENE HEILANSTALTEN 'VERLEGT' 3.12.1940 HARTHEIM ERMORDET 3.12.1940 'AKTION T4'                                                 | Heideloffstraße 24 ·                                       | Grete Müller (1898–1940) |
|              | HIER WOHNTE HEDWIG NEUBURGER GEB. BERLIN JG. 1892 DEPORTIERT 1941 RIGA-JUNGFERNHOF ERMORDET                                                                                        | Lohengrinstraße 13                                         | Hedwig Neuburger, geborene Berlin, (1892–1941/45) |
|              | HIER WOHNTE HILDE NEUBURGER JG. 1919 FLUCHT 1936 MIT HILFE SCHWEIZ | Lohengrinstraße 13                                         | Hilde Neuburger (1919–) |
|              | HIER WOHNTE KURT NEUBURGER JG. 1914 FLUCHT 1934 MIT HILFE ENGLAND | Lohengrinstraße 13                                         | Kurt Neuburger (1914–) |
|              | HIER WOHNTE BELLA NEUFELD JG. 1909 DEPORTIERT 1942 IZBICA VERSCHOLLEN | Hochstraße 33 ·                                            | Bella Neufeld, geboren am 9. September 1909 in Nürnberg |
|              | HIER WOHNTE EVA NEUFELD GEB. ZIMMER JG. 1873 DEPORTIERT 1942 THERESIENSTADT VERSCHOLLEN IN MINSK                                                                                   | Hochstraße 33 ·                                            | Eva Neufeld, geborene Zimmer, geboren am 5. November 1873 in Fürth/Bayern |
|              | HIER WOHNTE EMIL OPPENHEIMER JG. 1885 VERHAFTET 1933 MISSHANDELT VON SA TOT AN DEN FOLGEN 31.8.1933                                                                                | Ludwig-Feuerbach-Straße 75 ·                               | Emil Oppenheimer (1885–1933) |
|              | HIER WOHNTE RICHARD PONGRATZ JG. 1910 VERHAFTET 1937 VERURTEILT §175 1940 GEFÄNGNISSTRAFE SICHERUNGSVERWAHRUNG 1942 MAUTHAUSEN/GUSEN BEFREIT TOT 12.7.1945                         | Schuckertplatz 6 ·                                         | Richard Pongratz, geboren am 18. Juni 1910, Kaufmann. |
|              | HIER WOHNTE FRITZ PRAGER JG. 1876 FLUCHT 1939 USA | Josephsplatz 8 ·                                           | Fritz Prager (1876–1954) |
|              | HIER WOHNTE CLOTHILDE RINDSKOPF GEB. DEUTSCH JG. 1880 DEPORTIERT 1943 AUSCHWITZ VERSCHOLLEN                                                                                        | Hochstraße 33 ·                                            | Clothilde Rindskopf, geboren am 19. Juni 1880 in Mußbach/Neustadt an der Haardt |
|              | HIER WOHNTE ELISABETH RINDSKOPF JG. 1913 DEPORTIERT 1943 AUSCHWITZ VERSCHOLLEN | Hochstraße 33 ·                                            | Elisabeth Rindskopf, geboren am 10. Mai 1913 in Nürnberg |
|              | HIER WOHNTE KÄTHE RAPHAEL JG. 1892 DEPORTIERT 1941 ERMORDET IN RIGA-JUNGFERNHOF | Theodorstraße 5 ·                                          | Käthe Raphael (1892–1941/45), geboren am 1. April 1892 in Frankfurt a. d. Oder |
|              | HIER WOHNTE LINA REIS GEB. ULLMANN JG. 1884 DEPORTIERT 1942 THERESIENSTADT ERMORDET IN AUSCHWITZ                                                                                   | Celtisstraße 3 (zuvor Schlageterplatz 16) ·                | Lina Reis, geborene Ullmann, geboren am 7. Februar 1884 in Nürnberg Deportiert am 10. September 1942 nach Theresienstadt                                                                 |
|              | HIER WOHNTE NICOLAUS REIS JG. 1873 DEPORTIERT 1942 THERESIENSTADT ERMORDET 15.3.1943                                                                                               | Celtisstraße 3 (zuvor Schlageterplatz 16) ·                | Nicolaus Reis, geboren am 20. Juni 1873 in Meiningen Deportiert am 10. September 1942 nach Theresienstadt                                                                                |
|              | HIER WOHNTE ANTONIE QUITTNER JG. 1868 DEPORTIERT 1942 THERESIENSTADT ERMORDET 4.10.1942                                                                                            | Hochstraße 33 ·                                            | Antonie Quittner, geboren am 6. Januar 1868 |
|              | HIER WOHNTE FRIEDA RÖDERER GEB. MOSBACHER JG. 1882 FLUCHT HOLLAND INTERNIERT WESTERBORK DEPORTIERT 1943 SOBIBOR ERMORDET 28.5.1943                                                 | Hallerstraße 27 ·                                          | Frieda Röderer, geborene Mosbacher, geboren am 4. Oktober 1882 in Fürth |
|              | HIER WOHNTE DR. ANNA RODLER GEB. LIPKIN JG. 1878 DEPORTIERT 1944 THERESIENSTADT ERMORDET 15.4.1944                                                                                 | Lenbachstraße 4                                            | Dr. Anna Rodler, geborene Lipkin, (1878–1944) |
|              | HIER WOHNTE DR. LEONHARD ROSENFELD JG. 1865 GEDEMÜTIGT/ENTRECHTET TOT 3.11.1934 | Frommannstraße 23 ·                                        | Leonhard Rosenfeld (1865–1934) |
|              | HIER WOHNTE ANTONIE ROSENSTEIN JG. 1895 DEPORTIERT 1943 AUSCHWITZ VERSCHOLLEN | Hochstraße 32 ·                                            | Antonie Rosenstein geboren am 15. August 1895 in Würzburg |
|              | HIER WOHNTE DINA SCHLOSS GEB. ELSAS JG. 1888 GEDEMÜTIGT/ENTRECHTET FLUCHT 1937 PALÄSTINA                                                                                           | Rankestraße 68 ·                                           | Dina Schloss, geborene Elsas, (1893–) |
|              | HIER WOHNTE GERDA SCHLOSS CHAYA ARBEL JG. 1921 GEDEMÜTIGT/ENTRECHTET FLUCHT 1936 MIT HILFE PALÄSTINA                                                                               | Rankestraße 68 ·                                           | Gerda Schloss, später Chaya Arbel, (1921-) |
|              | HIER WOHNTE KÄTHE ANNEMARIE 'MALKA' SCHLOSS VERH. SCHMUCKLER JG. 1927 GEDEMÜTIGT/ENTRECHTET FLUCHT 1937MIT HILFE PALÄSTINA                                                         | Rankestraße 68 ·                                           | Käthe Annemarie Schloss, verheiratete Schmuckler, (1927-) |
|              | HIER WOHNTE LUDWIG SCHLOSS JG. 1889 GEDEMÜTIGT/ENTRECHTET FLUCHT 1937 PALÄSTINA | Rankestraße 68 ·                                           | Ludwig Schloss (1889-) |
|              | HIER WOHNTE RUTH SCHLOSS JG. 1922 GEDEMÜTIGT/ENTRECHTET FLUCHT 1937 PALÄSTINA | Rankestraße 68 ·                                           | Ruth Schloss (1922-) |
|              | HIER WOHNTE JOSEPH SCHWARZ JG. 1921 DEPORTIERT 1943 ERMORDET IN AUSCHWITZ | Melanchthonplatz 1 ·                                       | Joseph Schwarz wurde am 21. Mai 1921 in Nürnberg geboren, 1943 in das Vernichtungslager Auschwitz deportiert und dort ermordet.                                                          |
|              | HIER WOHNTE LUDWIG SCHWARZ JG. 1877 ERSCHOSSEN 2.9.1937 IN ROTTENDORF/WÜRZBURG | Melanchthonplatz 1 ·                                       | Ludwig Schwarz wurde am 25. Juni 1877 in Egenhausen geboren und am 2. September 1937 in Rottendorf erschossen.                                                                           |
|              | HIER WOHNTE META SCHWARZ JG. 1889 ERMORDET 10.4.1940 IN FÜRTH | Melanchthonplatz 1 ·                                       | Meta Schwarz wurde am 8. Februar 1889 in Wiesenbach geboren und am 10. April 1940 in Fürth vom NS-Regime ermordet.                                                                       |
|              | HIER WOHNTE ADAM SCHWIND JG. 1899 VERHAFTET 1936 1937 VERURTEILT §175 ZUCHTHAUSSTRAFE UND MEHRERE KZ 1944 MAUTHAUSEN/GUSEN BEFREIT TOT 11.5.1945                                   | Veillodterstraße 21 ·                                      | Adam Schwind (1899–1945) |
|              | HIER WOHNTE MARTIN SELLING JG. 1893 DEPORTIERT 1943 THERESIENSTADT VERSCHOLLEN IN AUSCHWITZ                                                                                        | Hochstraße 32 ·                                            | Martin Selling geboren am 7. Oktober 1893 in Nürnberg |
|              | HIER WOHNTE EMIL SILL JG. 1904 VERHAFTET 1943 ANGEKLAGT §175 SONDERGERICHT TODESURTEIL 29.2.1944 HINGERICHTET 4.4.1944 MÜNCHEN STADELHEIM                                          | Wilhelm-Späth-Straße 65 ·                                  | Emil Sill (1904–1944) Schriftsetzer |
|              | HIER WOHNTE DR. IGNATZ STEINHARD JG. 1869 GEDEMÜTIGT/ENTRECHTET TOT 2.1.1933 | Bucher Straße 10 ·                                         | Ignatz Steinhard |
|              | HIER WOHNTE DOROTHEA STEINHARDT JG. 1912 FLUCHT 1934 ITALIEN 1936 PALÄSTINA | Bucher Straße 10 ·                                         | Dorothea Steinhardt, geboren am 26. Februar 1882 in Bad Homburg v. d. Höhe Verlor ihr Leben wahrscheinlich kurz nach dem 25. März 1942 in Izbica                                         |
|              | HIER WOHNTE HENRIETTE STEINHARDT GEB. WERTHEIMER JG. 1882 DEPORTIERT 1942 IZBICA ERMORDET                                                                                          | Bucher Straße 10 ·                                         | Henriette Johanna Steinhardt, geboren am 26. Februar 1882 in Bad Homburg v. d. Höhe Verlor ihr Leben wahrscheinlich kurz nach dem 25. März 1942 in Izbica                                |
|              | HIER WOHNTE PAULINE STEINHARDT JG. 1905 FLUCHT 1934 ITALIEN 1936 PALÄSTINA | Bucher Straße 10 ·                                         | Pauline Steinhardt |
|              | HIER WOHNTE WILHELM STELLWAG JG. 1894 SEIT 1919 VERSCHIEDENE HEILANSTALTEN 'VERLEGT' 3.12.1940 HARTHEIM ERMORDET 3.12.1940 'AKTION T4'                                             | Hirschelgasse 5 ⊙                                          | Wilhelm Stellwag (1894–1940) |
|              | HIER WOHNTE ADOLF STERN JG. 1878 DEPORTIERT 29.11.1941 RIGA ERMORDET | Knauerstraße 27 ·                                          | Adolf Stern, geboren am 8. Mai 1878 in Bruck |
|              | HIER WOHNTE SIDONIE STERN JG. 1884 DEPORTIERT 29.11.1941 RIGA ERMORDET | Josephsplatz 5 ·                                           | Sidonie Stern, geboren am 4. Juni 1884 in Bruck Sidonie Stern, geb. 4. Juni 1884, deportiert am 29. November 1941, verschollen in Riga-Jungfernhof                                       |
|              | HIER WOHNTE HANS STOLLE JG. 1892 DENUNZIERT VERHAFTET 1936 WEGEN § 175 UNTERSUCHUNGSHAFT VOR PROZESSBEGINN FLUCHT IN DEN TOD 18.10.1936                                            | Am Stadtpark 17 ·                                          | Hans Stolle (1892–1936) Schauspieler am Stadttheater Nürnberg |
|              | HIER WOHNTE LINA STURM GEB. STRAUSS JG. 1859 DEPORTIERT 1942 THERESIENSTADT ERMORDET 18.9.1942                                                                                     | Theodorstraße 3 ·                                          | Lina Sturm, geborene Strauss, (1859–1942) |
|              | HIER WOHNTE JOSEF TRIEST JG. 1877 DEPORTIERT 1942 IZBICA FÜR TOT ERKLÄRT | Theodorstraße 3 ·                                          | Josef Triest (1877–1942/45) |
|              | HIER WOHNTE SELMA TRIEST GEB. STEINACHER JG. 1882 DEPORTIERT 1942 IZBICA FÜR TOT ERKLÄRT                                                                                           | Theodorstraße 3 ·                                          | Selma Triest, geborene Steinacher, (1882–1942/45) |
|              | HIER WOHNTE BERTA WACHTEL GEB. HAYMANN JG. 1889 FLUCHT 1939 USA | Marienstraße 23 ·                                          | Berta Wachtel, geborene Haymann, (1888–1962) |
|              | HIER WOHNTE DR. FRITZ WACHTEL JG. 1877 FLUCHT 1939 USA | Marienstraße 23 ·                                          | Fritz Wachtel (1877–1944) |
|              | HIER WOHNTE DR. HANS WACHTEL JG. 1908 FLUCHT 1936 USA | Marienstraße 23 ·                                          | Hans Wachtel (1908–1944) |
|              | HIER WOHNTE ALFRED WAGNER JG. 1889 VOR DEPORTATION FLUCHT IN DEN TOD 20.2.1942 | Merkelsgasse 5 ·                                           | Alfred Wagner (1889–1942) |
|              | HIER WOHNTE ILSE WAGNER JG. 1914 DEPORTIERT 1942 ERMORDET IN IZBICA | Merkelsgasse 5 ·                                           | Ilse Wagner (1914–1942/45), geboren am 12. Juni 1914 in Nürnberg |
|              | HIER WOHNTE MATHILDE WAGNER GEB. FRIED JG. 1890 DEPORTIERT 1942 ERMORDET IN IZBICA                                                                                                 | Merkelsgasse 5 ·                                           | Mathilde Wagner, geborene Fried, (1890–1942/45), geboren am 3. März 1890 in Wien |
|              | HIER WOHNTE ROSA WASSERMANN JG. 1881 DEPORTIERT 1942 THERESIENSTADT ERMORDET 29.12.1942                                                                                            | Sulzbacher Straße 48 ·                                     | Rosa Wassermann, geboren am 6. Mai 1881 in Nürnberg |
|              | HIER WOHNTE WILHELM WASSERMANN JG. 1873 DEPORTIERT 1942 AUSCHWITZ ERMORDET 20.5.1944                                                                                               | Sulzbacher Straße 48 ·                                     | Wilhelm Wassermann, geboren am 22. Januar 1873 |
|              | HIER WOHNTE ERICH WERTHEIMER JG. 1896 FLUCHT 1938 USA | Wodanstraße 76 ·                                           | Erich Wertheimer (1896–) |
|              | HIER WOHNTE FRANZ WERTHEIMER JG. 1927 FLUCHT 1938 USA | Wodanstraße 76 ·                                           | Franz Wertheimer (1927–) |
|              | HIER WOHNTE SOPHIE WERTHEIMER GEB. PRAGER JG. 1903 FLUCHT 1938 USA | Wodanstraße 76 ·                                           | Sophie Wertheimer (1903–) |
|              | HIER WOHNTE JOHANN WILD JG. 1892 IM WIDERSTAND VERHAFTET 1941 'RUNDFUNKVERBRECHEN' SONDERGERICHT NÜRNBERG TODESURTEIL 7.3.1941 HINGERICHTET 17.5.1941 MÜNCHEN-STADELHEIM           | Bartholomäusstraße 29a                                     | Johann Wild (1892–1941) |
|              | HIER WOHNTE GEORG WINTER JG. 1907 IM WIDERSTAND / KPD VERHAFTET 1933 SONDERGERICHT NÜRNBERG 'VORBEREITUNG HOCHVERRAT' 34 MONATE GEFÄNGNIS                                          | Kolpinggasse 42 (vorm. Hintere Kartäusergasse 42)          | Georg Winter (1907-) |
|              | HIER WOHNTE DR. MARTIN WUND JG. 1875 GEDEMÜTIGT / ENTRECHTET FLUCHT IN DEN TOD 27.1.1939                                                                                           | Kirchenstraße 27                                           | Martin Wund (1875–1939) |
|              | HIER WOHNTE FRITZ WURZINGER JG. 1870 DEPORTIERT 1941 THERESIENSTADT 1942 TREBLINKA ERMORDET                                                                                        | Pirckheimerstraße 30 (vorm. Mittlere Pirckheimerstraße 20) | Fritz Wurzinger (1870–1942/43) |
|              | HIER WOHNTE JENNY WURZINGER GEB. ROSS JG. 1892 DEPORTIERT 1941 THERESIENSTADT 1942 TREBLINKA ERMORDET                                                                              | Pirckheimerstraße 30 (vorm. Mittlere Pirckheimerstraße 20) | Jenny Wurzinger, geborene Ross, (1892–1942/43) |
|              | HIER WOHNTE JENNY WURZINGER GEB. MÜLLER JG. 1896 FLUCHT 1938> USA | Fürther Straße 22                                          | Jenny Wurzinger, geborene. Müller, (1896–) |
|              | HIER WOHNTE DR. STEPHAN WURZINGER JG. 1897 FLUCHT 1938 USA | Fürther Straße 22                                          | Stephan Wurzinger (1897–) |
|              | HIER WOHNTE ALFRED ZÖLLER JG. 1912 VERHAFTET 1936 1937 VERURTEILT §175 GEFÄNGNISSTRAFE ENTLASSEN 1938 VON GESTAPO ÜBERWACHT 1939 SACHSENHAUSEN ERMORDET 25.5.1940                  | Leyher Straße 25 ·                                         | Alfred Zöller wurde am 11. Juli 1912 geboren. Er wurde Tapezierer. Er kam am 25. Mai 1940 ums Leben. (1912–1940)                                                                         |

## Verlegungen
Die Stolpersteine werden auf private Initiativen hin seit 2004 verlegt und aus privaten Spenden finanziert. Seit 2018 ist der Verein Geschichte Für Alle e. V. lokaler Ansprechpartner für solche Stolpersteine.
Bis Mai 2024 wurden 157 dieser Kleindenkmale im Stadtgebiet verlegt. Das ist bezogen auf die Zahlen jüdischer Nürnbergerinnen und Nürnberger in den Jahren 1933 (über sieben Tausend) und 1941 (vor den Massendeportationen durch den NS-Staat und der Zwangsumsiedelung nach Fürth; damals lebten noch 1.835 Einwohner, die als Juden im Sinne der rassistischen Nürnberger Gesetze erfasst waren) ein relativ kleiner Beitrag zum konkreten Erinnern an die nach 1933 vertriebenen und die ermordeten Mitbürger.
Am 26. Mai 2023 verlegte Demnig in der Bartholomäusstraße den 100.000. Stolperstein. Er ist dem Feuerwehrmann Johann Wild gewidmet, der wegen Abhörens und Verbreitens ausländischer Rundfunkmeldungen von den Nazis im Mai 1941 in München mit dem Fallbeil hingerichtet wurde.